# The nanny and the professor
The nanny and the professor es el 75to episodio de la serie de televisión norteamericana Gilmore Girls.

## Resumen del episodio
Lane está trabajando en Luke's, aunque él no está precisamente muy contento sobre cómo ella se desempeña; Michel se encuentra muy celoso al encontrar a Tobin cuidando al bebé de Sookie, Davey. Para sorpresa de Lorelai, Michel se ofreció a cuidar a Davey cuando sus padres salieron. Lorelai lo saca de un apuro cuando el bebé se queda debajo de la cama y le dice a Michel que no debe estar celoso de Tobin, ya que trabajará con ellas en la remodelación del Dragonfly. Rory está menos que emocionada con el nuevo hombre en la vida de Paris, especialmente cuando él le dictará una de sus clases. Y cuando se inicia una reunión para recibir a los nuevos columnistas del diario de Yale, Rory le inventa excusas al director del periódico, Doyle, mientras Paris se va a ver con Asher. Emily y Richard les traen a las chicas Gilmore un no muy buen obsequio de Suiza; Lorelai y Jason dan un paso adelante en su relación, pero cuando Jason le pregunta qué es lo que dirán al resto sobre ellos, ella le responde que aún no es el momento para contárselo a sus padres. Sin embargo, le afecta mucho saber que Jason acudió a un evento social con otra chica.

## Errores
- Cuando Lorelai se agacha para recoger las sobras de pizza que se le cayeron al suelo, la caja que ya levantó del piso no solo se abre y cierra sola -entre tomas-, sino que también cambia de lugar y posición (11:40).
- Mientras Jason le muestra a Lorelai cómo funciona el televisor, el mando a distancia aparece, desaparece y vuelve a aparecer en su mano entre una toma y otra (28:10).

- Datos: Q6145613